# Brevet de technicien supérieur - Services informatiques aux organisations
Le BTS Services informatiques aux organisations (sigle : BTS SIO) est le résultat d'une rénovation en profondeur du BTS Informatique de gestion (créé en 1987). Il remplace ce dernier depuis la rentrée 2011. 
Une nouvelle rénovation de ce diplôme, organisé en blocs de compétences, a été publiée le 30 mai 2019 pour suivre les préconisations de la loi n° 2014-288 du 5 mars 2014 sur la formation professionnelle réaffirmées par la loi pour la liberté de choisir son avenir professionnel de 2018. Ce nouveau référentiel du BTS SIO a été mis en œuvre à la rentrée de septembre 2020 avec une première session du nouvel examen en juin 2022. 
Le brevet de technicien supérieur Services informatiques aux organisations est un cursus d'études se déroulant sur deux ans dans des lycées français, des écoles privées ou dans des centres de formation professionnelle. Il peut être préparé en formation continue, en alternance, par correspondance avec le Cned ou en formation initiale.
Dès le deuxième semestre de la première année, une option doit être choisie par l'étudiant entre :
- Solutions Logicielles et Applications Métier (SLAM) ;
- Solutions d’Infrastructure, Systèmes et Réseaux (SISR).

## Historique
Historique des différents BTS dans le domaine de l'informatique de gestion :
- 1965 - BTS Traitement de l'information
- 1973 - BTS Gestion et exploitation des centres informatiques
- 1981 - BTS Services informatiques (première session en 1983 - dernière session en 1989)
- 1987 - BTS Informatique de gestion (première session en juin 1989)
- 1996 - BTS Informatique de gestion (options : DA et ARLE)
- 2011 - BTS Services informatiques aux organisations (options SLAM et SISR)

## Provenance des étudiants
Les étudiants sont majoritairement issus des classes de terminale. En voici la répartition :
- 33,1 % - baccalauréat Sciences et technologies du management et de la gestion (STMG), la spécialité Systèmes d'Information de Gestion (SIG) étant l'option STMG la plus appropriée.
- 30,8 %  - baccalauréat professionnel Systèmes Numériques (SN) anciennement Systèmes Électroniques et Numériques (SEN)
- 15,2 % - baccalauréat Sciences et technologies de l'industrie et du développement durable (STI2D)
- 14,3 % - baccalauréat Scientifique (S)
- 6,6 % - baccalauréat Économique et Social (ES)

## Enseignement

### L'option Solutions logicielles et applications métier (SLAM)
Le titulaire du diplôme participe à la production et à la fourniture de services en développant, en adaptant ou en maintenant des solutions applicatives. Il intervient plus particulièrement dans :
- la définition des spécifications techniques à partir de l’expression des besoins des utilisateurs et des contraintes de l’organisation préalablement recensées ;
- la réalisation ou l’adaptation puis la validation de solutions applicatives à l’aide des environnements de développement retenus ;
- la gestion du patrimoine applicatif ;
- la rédaction de la documentation d’une solution applicative et la formation des utilisateurs :
- la recherche de réponses adaptées à des problèmes liés à la fourniture des services informatiques ;
- l’accompagnement et l’assistance des utilisateurs ;
- le maintien de la qualité des services informatiques.

### L'option Solutions d’infrastructure, systèmes et réseaux (SISR)
Le titulaire du diplôme participe à la production et à la fourniture de services en réalisant ou en adaptant des solutions d’infrastructure et en assurant le fonctionnement optimal des équipements. Il intervient plus particulièrement dans :
- l’installation, l’intégration, l’administration, la sécurisation des équipements et des services informatiques ;
- l’exploitation, la supervision et la maintenance d'une infrastructure ;
- la définition et la configuration des postes clients, des serveurs et des équipements d’interconnexion, leur déploiement et leur maintenance ;
- la gestion des actifs de l’infrastructure ;
- la recherche de réponses adaptées à des besoins d’évolution de l’infrastructure ou à des problèmes liés à la mise à disposition des services informatiques ;
- la résolution des incidents et l’assistance aux utilisateurs ;
- le maintien de la qualité des services informatiques.

## Emplois concernés
Les dénominations d’emplois concernés sont diverses. À titre indicatif, les appellations les plus fréquentes sont les suivantes (classées par ordre alphabétique) :
- analyste d'applications ;
- analyste programmeur ;
- administrateur(trice) systèmes et réseaux ;
- développeur(se) d'applications débutant ;
- développeur(se) d'applications web débutant;
- développeur(se) d'applications mobile débutant;
- développeur(se) testeur débutant ;
- informaticien(ne) support et déploiement ;
- pilote d'exploitation ;
- programmeur ;
- technicien(ne) de maintenance en informatique ;
- technicien(ne) d’infrastructure ;
- technicien(ne) de production ;
- technicien(ne) micro et réseaux ;
- technicien(ne) systèmes et réseaux ;
- technicien(ne) réseaux - télécoms.

## Modalités pédagogiques
L'enseignement est organisé en modules semestriels ou annuels. 
1. Première année :
  - Volume horaire : 1020 h
  - Stage en entreprise : 4 à 5 semaines
2. Deuxième année : 
  - Volume horaire : 960 h
  - Stage en entreprise : 5 à 6 semaines

Un horaire de 4h hebdomadaires est consacré à la réalisation de projets en laboratoire informatique. Les matières générales (anglais, mathématiques, gestion) sont appliquées à l'informatique.
Des connaissances fondamentales en réseau et en développement sont données à tous les étudiants quelle que soit l'option choisie (SISR ou SLAM).

## Poursuite d'études
Avec un enrichissement des mathématiques dans le programme obligatoire (couplé avec de l’algorithmique appliquée), ainsi qu’une option facultative d’approfondissement pour les étudiants qui veulent continuer leurs études, le renforcement de la culture générale et de l'anglais, les opportunités de poursuites d'études sont bonnes.
Les poursuites d'études en licence professionnelle sont fréquentes (>50 %) et appréciées car elles apportent notamment davantage d'expériences du terrain.
Le nouveau BTS SIO a fait l'objet d'évaluations positives de la part d'organismes de formation supérieure (comme les écoles de l'Institut Télécom). L'objectif affiché est de permettre la poursuite d'études après le BTS, sans perte de temps. C’est donc un moyen pour les étudiantes et les étudiants qui n’ont pas choisi ou qui n’ont pas pu choisir d’emblée des études longues de continuer et de réussir grâce aux acquis diversifiés de ce BTS. Pour des étudiants qui en ont la motivation, il constitue alors une étape dans un parcours d’études supérieures qui peut mener jusqu’au master, un diplôme d’ingénieur ou un diplôme d’ESC. À noter que des classes préparatoires ATS (adaptation technicien supérieur) permettent, après le BTS, de faire une licence en L3  en faculté tout en préparant un accès en école d'ingénieur pour accéder au niveau master. 
Les masters "Méthodes informatiques appliquées à la gestion" (MIAGE) sont souvent accessibles directement pour les titulaires d'un BTS SIO, ceci en L2 ou en L3 selon leur niveau en mathématiques.

## Examen

### Les épreuves écrites
- Culture générale et expression : synthèse de documents et écriture personnelle (4 heures – coefficient 2)
- Expression et communication en langue anglaise (2 heures - coefficient 1) :

1. rédaction, en français, d’un compte-rendu reprenant les idées essentielles d’un texte ou d’un dossier en langue anglaise
2. rédaction en anglais, d’écrits professionnels.

- Mathématiques pour l’informatique : arithmétique, suites numériques, calcul matriciel 2, éléments de la théorie des ensembles, graphes et ordonnancement (2 heures – coefficient 2)
- Analyse économique, juridique et managériale des services informatiques : sujet en 2 parties dont une étude de documents et un questionnement portant sur un thème juridique qui change tous les 2 ans (4 heures – coefficient 3)
- Production et fourniture de services informatiques : étude de cas de production et fourniture de services informatiques, construite à partir d’une situation réelle, dans le domaine de spécialité choisi (4 heures – coefficient 5).

### Les épreuves orales
- Conception et maintenance de solutions informatiques : interrogation orale et pratique à partir d'un dossier décrivant deux situations professionnelles (contrôle en cours de formation ou en épreuve finale – coefficient 4)
- Parcours de professionnalisation : interrogation sur l'expérience professionnelle acquise au long des deux années de la formation (contrôle en cours de formation ou en épreuve finale – coefficient 3)
- Algorithmique appliquée : écrire, interpréter et éventuellement modifier ou compléter un ou plusieurs algorithmes (contrôle en cours de formation ou en épreuve finale – coefficient 1)
- Expression et communication en langue anglaise : oral de compréhension incluant des documents audio et vidéo (20 minutes - contrôle en cours de formation ou en épreuve finale – coefficient 1)